# Giovanni Colzato
Giovanni Colzato (Merano, 1º gennaio 1952) è un ex calciatore italiano, di ruolo stopper.

## Carriera
Cresciuto calcisticamente nel Bologna senza disputarvi partite di campionato, nel 1971 passa al Parma, all'epoca in Serie C, per disputarvi due campionati da titolare. Passò quindi alla SPAL, in Serie B, e quindi nella stessa categoria al Brescia, dove in tre anni disputa 78 partite. Tornò in Serie C nella stagione 1977-1978 con il Chieti, giocandovi da titolare 29 incontri.
L'anno dopo ritornò in Serie B con la Nocerina, e successivamente giocò con Asti TSC, Sorrento e Torres, sempre in Serie C2.
Ha totalizzato complessivamente 125 presenze in Serie B.

## Palmarès
- Campionato italiano Serie C: 1

Parma: 1972-1973 (girone A)